# كاذي إبري
كاذي إبري (الاسم العلمي:Pandanus acicularis) هو نوع من النباتات يتبع جنس الكاذي من الفصيلة الكاذية. تم وصف هذا النوع من النبات علمياً لأول مرة من قبل هارولد سانت جون سنة 1965.